# Кошутњак филм
Кошутњак филм је продуцентска кућа за филмску и тв производњу, издавачку делатност и маркетинг у власништву Зорана Јанковића .

## Историјат
Од оснивања 2005. године, учествује у продукцији и реализацији  многобројних популарних ТВ серија, играних и документарних филмова, ДВД и књижевних издања.
Први пројекат у продукцији Кошутњак филма је био документарно играни филм Здравка Шотре Где цвета лимун жут из 2006. године.
Посебно место у раду Кошутњак филма заузима производња играних ТВ серија. Као највећи произвођач овог програма, серије у извршној продукцији Кошутњак филма су постигле велики успех код публике и редовно бележе високу гледаност.

## Филмографија
Највише серија је рађено за РТС где редовно постижу високу гледаност као што су наслови попут Бела лађа, Оно наше што некад бејаше, Рањени орао, Грех њене мајке, Непобедиво срце, Мој рођак са села, Цват липе на Балкану, Бранио сам Младу Босну и за националну Прву српску телевизију попут Шешир професора Косте Вујића, Самац у браку и Једне летње ноћи
За Телеком Србију  и РТС као извршни продуцент oд 2019-2021. године реализовали серију по сценарију Синише Павића Јунаци нашег добаи ТВ серија у 24 наставака Бележница професора Мишковића по мотивима романа Ратка Дмитровића.
Током 2019. и 2020 сниман је и нов ситком Случај породице Бошковић по сценарију Нине Џувер и Катарине Јанковић чије премијерно приказивање је обављено током 2020-2021. на РТС.
Најпознатији играни филмови које је реализовала ова кућа су Рањени орао (сиже популарне серије), Шешир професора Косте Вујића, студентски омнибус филмови Где је Нађа? и Црвени макови, Кад љубав закасни, Бранио сам Младу Босну , Име народа, Усековање и награђивана копродукција Ничије дете.
Од документарних филмова ваља споменути и наслове попут Кнежевина Србија, Краљевина Србија, Жарково, прича која траје, Доба Дунђерских које потписују као извршни извршни продуцент.
Од будућих пројеката у припреми које планира продуцирати Кошутњак филм су у припреми и играни филмови Принц Растко Српски, копродукције Тротоари раја и Луминоус.

## Продукција пројеката
| Год.       | Назив                                       | Улога             |  |
| ---------- | ------------------------------------------- | ----------------- |  |
|            |                                             |                   |  |
| 2006.      | Где цвета лимун жут                         | извршни продуцент |  |
| 2007.      | Оно наше што некад бејаше                   |                   |  |
| 2008.      | Кнежевина Србија                            |                   |  |
| 2008.      | Краљевина Србија                            |                   |  |
| 2008.      | Рањени орао                                 |                   |  |
| 2009.      | Рањени орао                                 |                   |  |
| 2009.      | Грех њене мајке                             |                   |  |
| 2009.      | Жарково, прича која траје                   |                   |  |
| 2010.      | Мој рођак са села                           |                   |  |
| 2011.      | Црвени макови                               |                   |  |
| 2011.      | Непобедиво срце                             |                   |  |
| 2012.      | Цват липе на Балкану                        |                   |  |
| 2006-2012. | Бела лађа                                   |                   |  |
| 2012.      | Шешир професора Косте Вујића (филм из 2012) |                   |  |
| 2013.      | Шешир професора Косте Вујића (ТВ серија)    |                   |  |
| 2013.      | Где је Нађа?                                |                   |  |
| 2014.      | Доба Дунђерских                             |                   |  |
| 2014.      | Кад љубав закасни                           |                   |  |
| 2014.      | Самац у браку                               |                   |  |
| 2014.      | Бранио сам Младу Босну                      |                   |  |
| 2014.      | Ничије дете                                 |                   |  |
| 2015.      | Бранио сам Младу Босну (ТВ серија)          |                   |  |
| 2015.      | Једне летње ноћи                            |                   |  |
| 2017.      | Рачун                                       |                   |  |
| 2018.      | Vadásztársak                                |                   |  |
| 2020.      | Име народа                                  |                   |  |
| 2020-2021. | Случај породице Бошковић                    |                   |  |
| 2019-2021. | Јунаци нашег доба                           |                   |  |
| 2022.      | Усековање (филм)                            |                   |  |
| 2021-2023. | Бележница професора Мишковића               |                   |  |
| 2023.      | Јорговани (филм)                            |                   |  |
| 2024.      | Златни рез 42                               |                   |  |
| 2025.      | Хајдуци (филм)                              |                   |  |
| 2024.      | Дјеца Козаре                                |                   |  |
| //.        | Луминоус                                    |                   |  |
| //         | Тротоари раја                               |                   |  |
| //         | Принц Растко Српски                         |                   |  |